# Taure (astrologia)

Símbol del Zodíac

Taure és el segon signe astrològic del zodíac el qual és creuat pel Sol entre el 20 d'abril i el 20 de maig aproximadament i segons els anys. Aquest signe s'associa històricament amb la constel·lació del Taure. En algunes cosmogonies Taure és lligant amb l'element clàssic de la Terra i es classifica, doncs, com un signe de l'element terra i de qualitat fixa. Està regit pel planeta i divinitat Venus si bé alguns astròlegs consideren que el seu regent modern hauria de ser el planeta nan Ceres. Els seus colors són el rosa i el verd fosc i les pedres amb les quals s'identifica són el quars rosat i la maragda.
Dins l'arquetip de personalitat de Taure hi apareixen, segons la major part de la comunitat astrològica, característiques tals com la lentitud de reacció, la perseverança, l'obstinació, l'escassetat d'expressivitat comunicativa, la possessivitat, tant material com en les relacions humanes, i la fortalesa de voluntat.
Es considera que s'avé principalment amb els altres signes de terra (Verge i Capricorn) i amb els signes d'aigua exceptuant, amb matisos, l'Escorpió per ser el seu oposat igual que manté una forta incompatibilitat amb Lleó i Aquari. Aquest quadre de compatibilitats/incompatibilitats no reflecteix un perfil individual o lectura individual tal com s'interpreta dins de l'astrologia, sinó que reflecteixen una orientació general i la referència a la compatibilitat segons el que és dictat per variables com qualitats i elements en el zodíac.
El símbol que representa aquest signe és un cercle amb dues banyes, imitant un brau, tot i que en alquímia el mateix signe es refereix al bismut.